# 青森縣縣道列表

青森縣道路標的統一格式

青森縣縣道列表列出所有青森縣內的縣道。
路線名後之※符號代表存在冬季封閉路段

## 主要地方道
- 1 八戶階上線（日语：青森県道1号八戸階上線）（舊・八戶港線・榊八戶線・階上停車場線）
- 2 屏風山內真部線（日语：青森県道2号屏風山内真部線）※
- 3 青森縣道3號弘前岳鰺澤線（日语：青森県道3号弘前岳鰺ケ沢線）（弘前市內有一段區間為單程路）
- 4 陸奧恐山公園大畑線（日语：青森県道4号むつ恐山公園大畑線）※
- 5 野邊地六所線（日语：青森県道5号野辺地六ケ所線）
- 6 陸奧尻屋崎線（日语：青森県道6号むつ尻屋崎線）
- 7 陸奧東通線（日语：青森県道7号むつ東通線）
- 8 八戶野邊地線（日语：青森県道8号八戸野辺地線）（包含第二陸奧收費道路。起點至八戶市市川町為舊國道45號。東北町西千曳至終點為舊國道4號）
- 9 夏泊公園線（日语：青森県道9号夏泊公園線）（平內町土屋至青森市淺蟲之間為舊國道4號）
- 10 三澤十和田線（日语：青森県道10号三沢十和田線）
- 11 八戶大野線（日语：青森県道・岩手県道11号八戸大野線）（同為岩手縣道。八戶市內有一段區間為單程路）
- 12 鰺澤蟹田線（日语：青森県道12号鰺ケ沢蟹田線）
- 13 大鱷浪岡線（日语：青森県道13号大鰐浪岡線）（在大鱷至青森之間為最短的一般道路）
- 14 今別蟹田線（日语：青森県道14号今別蟹田線）（在青森至龍飛之間為最短的一般道路）
- 15 橋向五戶線（日语：青森県道15号橋向五戸線）
- 16 青森停車場線（日语：青森県道16号青森停車場線）
- 17 弘前停車場線（日语：青森県道17号弘前停車場線）
- 18 青森港線（日语：青森県道18号青森港線）
- 19 八戶百石線（日语：青森県道19号八戸百石線）（產業道路）
- 20 八戶三澤線（日语：青森県道20号八戸三沢線）
- 21 田子十和田湖線（日语：青森県道21号田子十和田湖線）
- 22 三澤七戶線（日语：青森県道22号三沢七戸線）
- 23 本八戶停車場線（日语：青森県道23号本八戸停車場線）
- 24 橫濱六所線（日语：青森県道24号横浜六ケ所線）
- 25 東北橫濱線（日语：青森県道25号東北横浜線）
- 26 青森五所川原線（日语：青森県道26号青森五所川原線）※
- 27 青森浪岡線（日语：青森県道27号青森浪岡線）（包含青森機場收費道路（日语：青森空港有料道路））
- 28 岩崎西目屋弘前線（日语：青森県道28号岩崎西目屋弘前線）※
- 29 八戶環狀線（日语：青森県道29号八戸環状線）（還有未開通路段）
- 30 岩木山環狀線（日语：青森県道30号岩木山環状線）※
- 31 弘前鯵澤線（日语：青森県道31号弘前鯵ケ沢線）
- 32 二戶田子線（日语：岩手県道・青森県道32号二戸田子線）（同為岩手縣道）
- 33 輕米名川線（日语：岩手県道・青森県道33号軽米名川線）（同為岩手縣道）
- 34 五所川原浪岡線（日语：青森県道34号五所川原浪岡線）
- 35 五所川原岩木線（日语：青森県道35号五所川原岩木線）
- 36 五所川原金木線（日语：青森県道36号五所川原金木線）
- 37 弘前柏線（日语：青森県道37号弘前柏線）
- 38 五所川原黑石線（日语：青森県道38号五所川原黒石線）
- 39 長平町森田線（日语：青森県道39号長平町森田線）
- 40 青森田代十和田線（又名：八甲田十和田Gold Line）※
- 41 弘前環狀線（日语：青森県道41号弘前環状線）
- 42 名川階上線（日语：青森県道42号名川階上線）
- 43 五所川原車力線（日语：青森県道43号五所川原車力線）
- 44 青森環狀野內線（日语：青森県道44号青森環状野内線）
- 45 十和田三戶線（日语：青森県道45号十和田三戸線）※
- 46 川內佐井線（日语：青森県道46号川内佐井線）
- 47 青森東連絡線（日语：青森県道47号青森東インター線）

## 一般縣道

### 101 - 150
- 101 金木停車場線（日语：青森県道101号金木停車場線）
- 102 大澤內停車場線（日语：青森県道102号大沢内停車場線）
- 103 津輕中里停車場線（日语：青森県道103号津軽中里停車場線）（舊國道339號（日语：国道339号））
- 104 館田停車場線（日语：青森県道104号館田停車場線）
- 105 平賀停車場本町線（日语：青森県道105号平賀停車場本町線）
- 106 尾上停車場線（日语：青森県道106号尾上停車場線）
- 107 嘉瀨停車場線（日语：青森県道107号嘉瀬停車場線）
- 108 野邊地港線（日语：青森県道108号野辺地港線）
- 109 弘前平賀線（日语：青森県道109号弘前平賀線）
- 110 黑石藤崎線（日语：青森県道110号黒石藤崎線）
- 111 權現崎線（日语：青森県道111号権現崎線）
- 112 八幡宮線（日语：青森県道112号八幡宮線）
- 113 五戶六戶線（日语：青森県道113号五戸六戸線）（舊國道4號、舊縣道15號）
- 114 菰槌木造線（日语：青森県道114号菰槌木造線）
- 115 川除木造線（日语：青森県道115号川除木造線）
- 116 金屋尾上線（日语：青森県道116号金屋尾上線）
- 117 尾上日沼線（日语：青森県道117号尾上日沼線）
- 118 七戶十和田湖線（日语：青森県道118号七戸十和田湖線）
- 119 五戶下田停車場線（日语：青森県道119号五戸下田停車場線）
- 120 荒川青森停車場線（日语：青森県道120号荒川青森停車場線）（青森中央大橋從前是收費道路）
- 121 七戶上北町停車場線（日语：青森県道121号七戸上北町停車場線）
- 122 酸湯高田線（日语：青森県道122号酸ケ湯高田線）
- 123 清水川瀧澤野內線（日语：青森県道123号清水川滝沢野内線）（部分區間還未鋪裝）※
- 124 駒込筒井線（日语：青森県道124号駒込筒井線）
- 125 小友板柳停車場線（日语：青森県道125号小友板柳停車場線）
- 126 久渡寺新寺町線（日语：青森県道126号久渡寺新寺町線）
- 127 石川土手町線（日语：青森県道127号石川土手町線）
- 128 松木平撫牛子停車場線（日语：青森県道128号松木平撫牛子停車場線）
- 129 關平五代線（日语：青森県道129号関ケ平五代線）
- 130 桔梗野富田線（日语：青森県道130号桔梗野富田線）
- 131 前坂藤崎線（日语：青森県道131号前坂藤崎線）
- 132 十腰內陸奧森田停車場線（日语：青森県道132号十腰内陸奥森田停車場線）
- 133 鬼澤種市線（日语：青森県道133号鬼沢種市線）
- 134 櫛引上名久井三戶線（日语：青森県道134号櫛引上名久井三戸線）
- 135 吹上金屋黑石線（日语：青森県道135号吹上金屋黒石線）
- 136 常盤新山線（日语：青森県道136号常盤新山線）
- 137 七館板柳線（日语：青森県道137号七ツ館板柳線）
- 138 島守八戶線（日语：青森県道138号島守八戸線）
- 139 差波新井田線（日语：青森県道139号差波新井田線）
- 140 下田停車場線（日语：青森県道140号下田停車場線）
- 141 市川下田停車場線（日语：青森県道141号市川下田停車場線）
- 142 倉石五戶線（日语：青森県道142号倉石五戸線）
- 143 南部田子線（日语：青森県道143号南部田子線）
- 144 平賀門外線（日语：青森県道144号平賀門外線）
- 145 戶來十和田線（日语：青森県道145号戸来十和田線）（舊國道4號）
- 146 浪岡北中野黑石線（日语：青森県道146号浪岡北中野黒石線）
- 147 增館堂野前線（日语：青森県道147号増館堂野前線）
- 148 畑中竹鼻線（日语：青森県道148号畑中竹鼻線）
- 149 目時停車場線（日语：青森県道149号目時停車場線）（舊東北本線走線，為最南邊的青森縣道）
- 150 持子澤鶴田線（日语：青森県道150号持子沢鶴田線）

### 151 - 200
- 151 蒔田五所川原線（日语：青森県道151号蒔田五所川原線）
- 152 三戶停車場線（日语：青森県道152号三戸停車場線）
- 153 山田鶴田線（日语：青森県道153号山田鶴田線）
- 154 妙堂崎五所川原線（日语：青森県道154号妙堂崎五所川原線）
- 155 劍吉停車場線（日语：青森県道155号剣吉停車場線）
- 156 福山五所川原線（日语：青森県道156号福山五所川原線）
- 157 松野木姥萢線（日语：青森県道157号松野木姥萢線）
- 158 胡桃館鶴田線（日语：青森県道158号胡桃舘鶴田線）
- 159 大泉姥萢線（日语：青森県道159号大泉姥萢線）
- 160 羽野木澤梅田線（日语：青森県道160号羽野木沢梅田線）
- 161 豐川館岡線（日语：青森県道161号豊川館岡線）
- 162 再賀木造線（日语：青森県道162号再賀木造線）
- 163 沖飯詰五所川原線（日语：青森県道163号沖飯詰五所川原線）
- 164 林五所川原線（日语：青森県道164号林五所川原線）
- 165 上野十和田線（日语：青森県道165号上野十和田線）
- 166 中之渡十和田線（日语：青森県道166号中ノ渡十和田線）（舊國道102號（日语：国道102号））
- 167 陸奧市川停車場線（日语：青森県道167号陸奥市川停車場線）
- 168 切田五戶線（日语：青森県道168号切田五戸線）
- 169 立崎洞內線（日语：青森県道169号立崎洞内線）
- 170 天森三澤線（日语：青森県道170号天ケ森三沢線）
- 171 向山停車場六戶線（日语：青森県道171号向山停車場六戸線）
- 172 尻勞袰部線（日语：青森県道172号尻労袰部線）
- 173 乙供停車場中野線（日语：青森県道173号乙供停車場中野線）
- 174 長坂大湊線（日语：青森県道174号長坂大湊線）
- 175 九艘泊脇野澤線（日语：青森県道175号九艘泊脇野沢線）
- 176 赤川下北停車場線（日语：青森県道176号赤川下北停車場線）（舊國道279號）
- 177 青森縣道177號海老川新町線（日语：青森県道177号海老川新町線）
- 178 野邊地停車場線（日语：青森県道178号野辺地停車場線）（舊國道4號）
- 179 泊陸奧橫濱停車場線（日语：青森県道179号泊陸奥横浜停車場線）※
- 180 尾駮有戶停車場線（日语：青森県道180号尾駮有戸停車場線）
- 181 道前淨法寺線（日语：青森県道・岩手県道181号道前浄法寺線）（同為岩手縣道）
- 182 野野上斗內線（日语：岩手県道・青森県道182号野々上斗内線）（同為岩手縣道）
- 183 富野大澤內停車場線（日语：青森県道183号富野大沢内停車場線）
- 184 下派立沼崎線（日语：青森県道184号下派立沼崎線）
- 185 出來島丸山線（日语：青森県道185号出来島丸山線）
- 186 桑野木田南廣森線（日语：青森県道186号桑野木田南広森線）
- 187 越水木造線（日语：青森県道187号越水木造線）
- 188 福原陸奧森田停車場線（日语：青森県道188号福原陸奥森田停車場線）
- 189 富萢薄市線（日语：青森県道189号富萢薄市線）（在津輕市至外濱町蟹田地區之間為最短的道路）
- 190 松代町陸奧赤石停車場線（日语：青森県道190号松代町陸奥赤石停車場線）
- 191 種里町柳田線（日语：青森県道191号種里町柳田線）
- 192 岩崎深浦線（日语：青森県道192号岩崎深浦線）
- 193 艫作艫作停車場線（日语：青森県道193号艫作艫作停車場線）
- 194 澤邊陸奧澤邊停車場線（日语：青森県道194号沢辺陸奥沢辺停車場線）
- 195 喜良市嘉瀨停車場線（日语：青森県道195号喜良市嘉瀬停車場線）
- 196 五林平藤崎線（日语：青森県道196号五林平藤崎線）
- 197 神原中里線（日语：青森県道197号神原中里線）
- 198 大鱷停車場線（日语：青森県道198号大鰐停車場線）
- 199 太田藤崎線（日语：青森県道199号太田藤崎線）
- 200 米山菖蒲川線（日语：青森県道200号米山菖蒲川線）

### 201 - 250
- 201 藏館大鱷線（日语：青森県道201号蔵館大鰐線）
- 202 碇關大鱷停車場線（日语：青森県道202号碇ケ関大鰐停車場線）
- 203 常海橋銀線（日语：青森県道203号常海橋銀線）
- 204 相馬常盤野線（日语：青森県道204号相馬常盤野線）
- 205 町居平賀停車場線（日语：青森県道205号町居平賀停車場線）
- 206 西平內停車場線（日语：青森県道206号西平内停車場線）
- 207 小豆澤西平內停車場線（日语：青森県道207号小豆沢西平内停車場線）
- 208 野邊地野邊地停車場線（日语：青森県道208号野辺地野辺地停車場線）（舊國道4號）
- 209 狩場澤停車場線（日语：青森県道209号狩場沢停車場線）
- 210 清水川停車場線（日语：青森県道210号清水川停車場線）
- 211 折茂上北町停車場線（日语：青森県道211号折茂上北町停車場線）
- 212 米田六戶線（日语：青森県道212号米田六戸線）
- 213 柳町下田停車場線（日语：青森県道213号柳町下田停車場線）
- 214 苫米地兔內線（日语：青森県道214号苫米地兎内線）
- 215 小湊停車場線（日语：青森県道215号小湊停車場線）
- 216 戶來岳貝守線（日语：青森県道216号戸来岳貝守線）
- 217 貝守斗內線（日语：青森県道217号貝守斗内線）
- 218 栃棚手倉橋線（日语：青森県道218号栃棚手倉橋線）
- 219 水喰上北町停車場線（日语：青森県道219号水喰上北町停車場線）
- 220 石無坂鹿田線（日语：青森県道220号石無坂鹿田線）
- 221 鳥屋部十日市線（日语：青森県道221号鳥屋部十日市線）
- 222 赤石沖田面線（日语：青森県道222号赤石沖田面線）
- 223 福田苫米地線（日语：青森県道223号福田苫米地線）
- 224 高瀨諏訪平停車場線（日语：青森県道224号高瀬諏訪平停車場線）
- 225 中野北高岩停車場線（日语：青森県道225号中野北高岩停車場線）
- 226 酸湯黑石線（日语：青森県道226号酸ケ湯黒石線）※
- 227 名久井岳公園線（日语：青森県道227号名久井岳公園線）
- 228 高山稻荷神社線（日语：青森県道228号高山稲荷神社線）
- 229 津輕新城停車場線（日语：青森県道229号津軽新城停車場線）
- 230 三厩停車場線（日语：青森県道230号三厩停車場線）
- 231 大釋迦停車場線（日语：青森県道231号大釈迦停車場線）（舊國道101號（日语：国道101号））
- 232 大畑港線（日语：青森県道232号大畑港線）
- 233 淺水南部線（日语：青森県道233号浅水南部線）（舊國道4號、舊陸羽街道）
- 234 津輕新城停車場油川線（日语：青森県道234号津軽新城停車場油川線）（羽州街道）
- 235 浪岡停車場線（日语：青森県道235号浪岡停車場線）
- 236 石川停車場線（日语：青森県道236号石川停車場線）
- 237 碇關停車場線（日语：青森県道237号碇ケ関停車場線）
- 238 蟹田停車場線（日语：青森県道238号蟹田停車場線）
- 239 藤崎停車場線（日语：青森県道239号藤崎停車場線）
- 240 鶴泊停車場線（日语：青森県道240号鶴泊停車場線）
- 241 木造停車場線（日语：青森県道241号木造停車場線）
- 242 後平青森線（日语：青森県道242号後平青森線）（部分區間還未鋪裝）※
- 243 馬門野邊地線（日语：青森県道243号馬門野辺地線）（舊國道4號）
- 244 (缺號) 在2015年12月25日的青森縣告示第919號中，把青森縣道244號今別停車場線（日语：青森県道244号今別停車場線）廢除[1]
- 245 稻盛千代町山田線（日语：青森県道245号稲盛千代町山田線）（舊國道101號（日语：国道101号））
- 246 水喰野邊地線（日语：青森県道246号水喰野辺地線）
- 247 鶴坂千刈線（日语：青森県道247号鶴ケ坂千刈線）（舊國道7號）
- 248 尻勞小田野澤線（日语：青森県道248号尻労小田野沢線）
- 249 鶴泊停車場胡桃館線（日语：青森県道249号鶴泊停車場胡桃館線）
- 250 陸奧鶴田停車場線（日语：青森県道250号陸奥鶴田停車場線）

### 251 - 317
- 251 妙賣市線（日语：青森県道251号妙売市線）（舊國道45號，有一段區間為單程路）
- 252 五所川原停車場線（日语：青森県道252号五所川原停車場線）
- 253 長後川內線（日语：青森県道253号長後川内線）
- 254 大町三澤線（日语：青森県道254号大町三沢線）
- 255 川部停車場線（日语：青森県道255号川部停車場線）
- 256 青森十和田湖單車道線（日语：青森県道256号青森十和田湖自転車道線）
- 257 後平馬屋尻線（日语：青森県道257号後平馬屋尻線）（陸奧收費道路。舊・天間館馬屋尻線）
- 258 三戶南部線（日语：青森県道258号三戸南部線）（舊國道4號）
- 259 久栗坂造道線（日语：青森県道259号久栗坂造道線）（舊國道4號）
- 260 石川百田線（日语：青森県道260号石川百田線）（舊國道7號）
- 261 鳴澤停車場線（日语：青森県道261号鳴沢停車場線）
- 262 鳴澤停車場南浮田線（日语：青森県道262号鳴沢停車場南浮田線）
- 263 鰺澤停車場線（日语：青森県道263号鰺ケ沢停車場線）（舊國道101號）
- 264 松神停車場線（日语：青森県道264号松神停車場線）
- 265 鶴田五所川原單車道線（日语：青森県道265号鶴田五所川原自転車道線）
- 266 關根蒲野澤線（日语：青森県道266号関根蒲野沢線）
- 267 山田鰺澤線（日语：青森県道267号山田鰺ケ沢線）（舊國道101號）
- 268 弘前田舍館黑石線（日语：青森県道268号弘前田舎館黒石線）（舊國道102號（日语：国道102号））
- 269 增田淺蟲線（日语：青森県道269号増田浅虫線）（舊國道4號）※
- 270 黑石停車場線（日语：青森県道270号黒石停車場線）
- 271 赤川停車場線（日语：青森県道271号赤川停車場線）
- 272 下北停車場線（日语：青森県道272号下北停車場線）
- 273 田名部停車場線（日语：青森県道273号田名部停車場線）
- 274 陸奧關根停車場線（日语：青森県道274号陸奥関根停車場線）
- 275 川代停車場線（日语：青森県道275号川代停車場線）
- 276 大俵板柳停車場線（日语：青森県道276号大俵板柳停車場線）
- 277 正津川停車場線（日语：青森県道277号正津川停車場線）
- 278 大畑停車場線（日语：青森県道278号大畑停車場線）
- 279 津輕飯詰停車場線（日语：青森県道279号津軽飯詰停車場線）
- 280 十二湖公園線（日语：青森県道280号十二湖公園線）
- 281 三厩停車場龍飛崎線（日语：青森県道281号三厩停車場竜飛崎線）（舊國道339號（日语：国道339号））※
- 282 小國本町線（日语：青森県道282号小国本町線）（在十和田湖至平川市中心之間為最短的一般道路）
- 283 百石下田線（日语：青森県道283号百石下田線）
- 284 藥研佐井線（日语：青森県道284号薬研佐井線）（部分區間還未鋪裝）※
- 285 浪岡藤崎線（日语：青森県道285号浪岡藤崎線）（舊國道7號）
- 286 三厩小泊線（日语：青森県道286号三厩小泊線）※
- 287 奧津輕今別停車場線（日语：青森県道287号奥津軽いまべつ停車場線）[2]
- 288 - 316 （缺號）
- 317 西目屋二井線（日语：青森県道・秋田県道317号西目屋二ツ井線）（同為秋田縣道，部分區間還未鋪裝）※

## 備註
1. ↑  廃止告示が掲載された青森県公報 （页面存档备份，存于）（日語）
2. ↑  青森県告示第九百十八号 県道路線認定に関する告示 （页面存档备份，存于）（日語） - 青森縣例規集，2015年12月25日